# Gare de Chocques
La gare de Chocques est une gare ferroviaire française de la ligne d'Arras à Dunkerque-Locale, située sur la commune de Chocques dans le département du Pas-de-Calais, en région Hauts-de-France. 
C'est une halte voyageurs de la Société nationale des chemins de fer français (SNCF), desservie par des trains TER Hauts-de-France.

## Situation ferroviaire
La gare de Chocques est située au point kilométrique (PK) 235,804 de la ligne d'Arras à Dunkerque-Locale, entre les gares ouvertes de Fouquereuil et de Lillers. Son altitude est de 28 m.

## Histoire
Au début du siècle dernier, l'activité alentour (cokerie, entreprise Marles-Kuhlmann...) était telle que la gare était un lieu de passage très vivant, en témoignent quelques photographies d'époque.
La gare a été fermée au trafic du fret le 21 décembre 2010.

## Service des voyageurs

### Accueil
Halte SNCF, c'est un point d'arrêt non géré (PANG) à accès libre.

### Desserte
Chocques est desservie par des trains TER Hauts-de-France qui effectuent des missions, uniquement les samedis, dimanches et jours fériés, entre les gares d'Arras et d'Hazebrouck.

### Intermodalité
Le parking des véhicules est possible à proximité de l'entrée de la halte.